# Parthenium argentatum
Parthenium argentatum A.Gray, 1859, noto anche con il nome comune di Guayule, è un arbusto appartenente alla famiglia delle Asteracee, nativo del deserto di Chihuahua (Messico) e del sud ovest degli Stati Uniti. Viene adoperato come fonte alternativa al lattice ipoallergico e al posto della gomma naturale da Hevea.

## Storia
Gli esperimenti di utilizzo partono negli Stati Uniti intorno al 1920.
Sulla scia dei primi successi, in Italia si era progettato una grande diffusione della coltivazione dell'arbusto nel Tavoliere delle Puglie. A tal fine, la Pirelli e l'IRI avevano costituito una apposita società, la Società Agricola Italiana Gomma Autarchica (Saiga). Si pensava di produrre 10.000 tonnellate anno, pari a un terzo del consumo italiano, ma ben presto il progetto fu abbandonato a favore della gomma sintetica.
La specie conobbe un utilizzato intenso con una coltivazione di tipo industriale durante la seconda guerra mondiale, quando il Giappone interruppe l'approvvigionamento americano dalla Malaysia.
Nel terzo millennio il guayule è stato di nuovo oggetto di ricerche per le proprietà ipoallergiche, soprattutto in previsione del suo uso per la realizzazione di articoli speciali, come i guanti di gomma da chirurgo, ma anche per la produzione di pneumatici.